# Старе Кшиве
Старе Кшиве (пол. Stare Krzywe, нім. Alt Kriewen) — село в Польщі, у гміні Старі Юхи Елцького повіту Вармінсько-Мазурського воєводства.
Населення — 94 особи (2011).
У 1975-1998 роках село належало до Сувальського воєводства.

## Демографія
Демографічна структура станом на 31 березня 2011 року:
|          | Загалом | Допрацездатний вік | Працездатний вік | Постпрацездатний вік |
| -------- | ------- | ------------------ | ---------------- | -------------------- |
| Чоловіки | 53      | 10                 | 40               | 3                    |
| Жінки    | 41      | 11                 | 21               | 9                    |
| Разом    | 94      | 21                 | 61               | 12                   |